# 's-Heer Arendskerke
 's-Heer Arendskerke is een dorp in de gemeente Goes, in de Nederlandse provincie Zeeland. Het dorp heeft 1.770 inwoners (2023).

## Geschiedenis

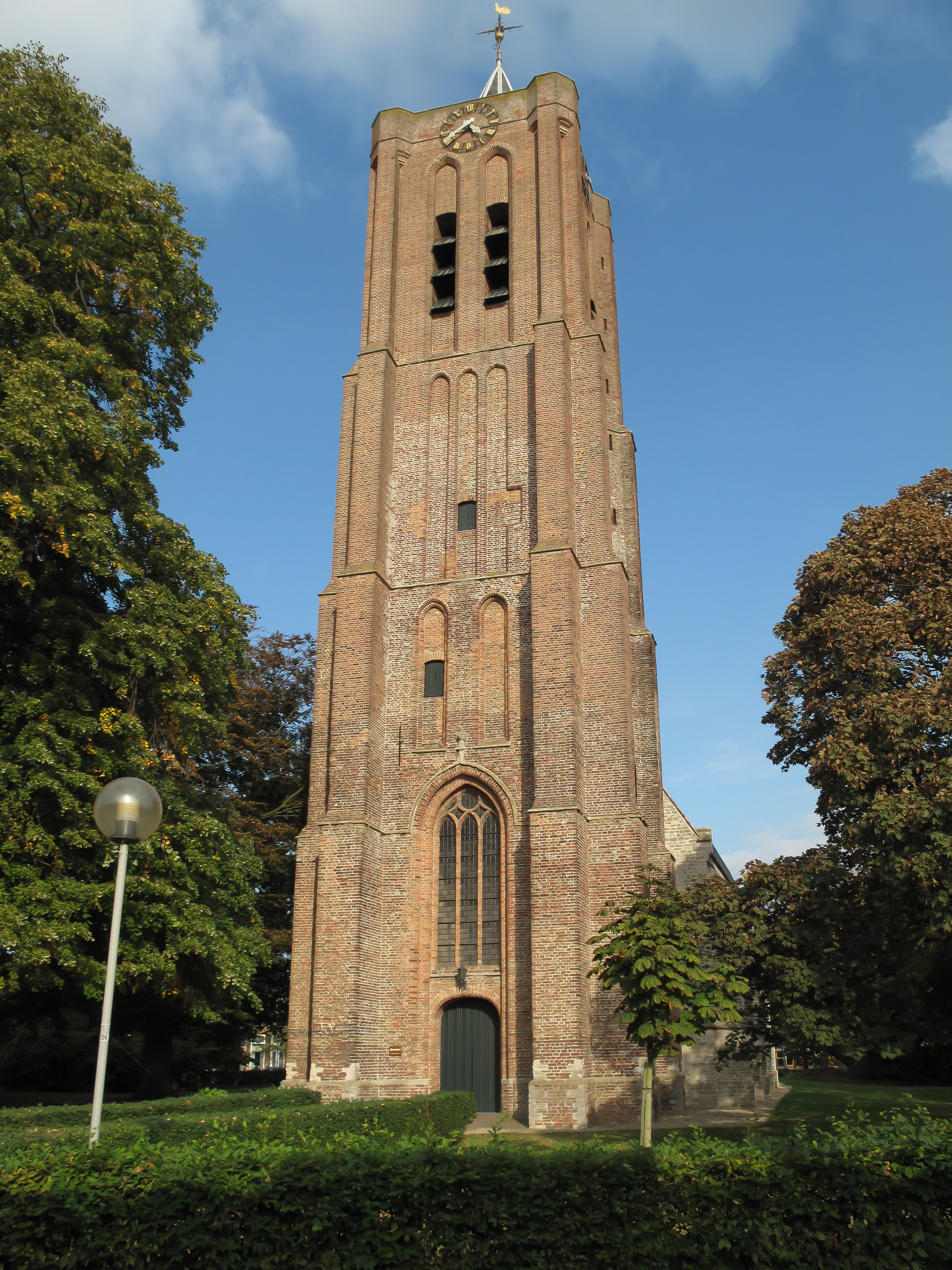
kerk

's-Heer Arendskerke werd ook wel 's Heer-Arendskerke, Aernoutskerke, Ser Arnoudskerke of Sraskerke genoemd. Zoals bij vele dorpsnamen eindigend op kerke is ook hier het woord kerke verbonden met de persoonsnaam van de kerkstichter, Arend de Skinge, een voorname telg uit het geslacht Van Schengen. Deze familie was eigenaar van de ambachtsheerlijkheid 's-Heer Arendskerke en had het recht van aanwas van al het land tussen Beveland en Walcheren en speelde dus een belangrijke rol bij de westwaartse bedijkingen.
De Heren Van Schengen bouwden in de 13e of 14e eeuw nabij het dorp hun kasteel. In de 17e en 18e eeuw was het slot dermate vervallen geraakt, dat het werd afgebroken. De stenen werden gebruikt als dijkversteviging. 
De eerste vermelding was in 1275 als dochterparochie van het nabijgelegen en oudere Wissekerke. Op haar beurt was 's Heer Arendskerke (kerk gewijd aan St. Pieter) weer de moederkerk van Baarsdorp.
Het was in de vorige eeuwen nog een belangrijk dorp. In 1872 werd station 's-Heer Arendskerke geopend. Dit werd in 1946 gesloten. Anno 2005 was het dorp met ruim 1300 inwoners in vergelijking met vele andere nog maar bescheiden in omvang en voor een flink deel van haar voorzieningen (onder andere winkels, onderwijs en theater) afhankelijk van onder andere Goes en het nabijgelegen Heinkenszand.

### Voormalige gemeente
Nadat de Quarlespolder vanaf 1949 was ingepolderd kreeg de gemeente 's-Heer Arendskerke in 1954 oostelijke delen van de gemeenten Arnemuiden en Nieuw- en Sint Joosland toegewezen, zodat de polder in één gemeente zou komen te liggen. Ook de Sloedam lag vanaf dat moment volledig in de Zuid-Bevelandse gemeente. In 1966 moest de gemeente de schorren van het Zuid-Sloe, die inmiddels waren opgespoten met zand, afgeven aan de nieuwgevormde gemeente Vlissingen. Het ging deel uitmaken van het industriegebied Vlissingen-Oost.
Tot 1970 was 's-Heer Arendskerke een zelfstandige gemeente; daarna is het deel dat ten noorden van de A58 lag gevoegd bij de gemeente Goes. In dat deel lagen de dorpen 's-Heer Arendskerke (inclusief het gehucht Eindewege), 's-Heer Hendrikskinderen (inclusief het gehucht Wissekerke) en een stukje van Lewedorp. Het zuidelijk deel van de gemeente, met daarin Nieuwdorp en het grootste deel van Lewedorp werden opgenomen in de nieuwe gemeente Borsele.

## Dorpstype
's-Heer Arendskerke is een combinatie van een kerkringdorp en een voorstraatdorp.

## Bezienswaardigheden
Een hooggelegen kerk met Ring en Voorstraat, fraaie boerderijen zoals rijksmonument de Arendshoeve, de "Grote Dijk", met welen en grenslinden. Deze dijk vormt de grens tussen Oudland (de grote polder "De Breede Watering" en de kleine Nieuwlandpolders. Ook liggen de speelboerderij 't Klok'uus en het Vrouweputje binnen de grenzen van het dorp.

## Geboren in 's-Heer Arendskerke
- Jannis Brevet (1959), chef-kok
- Willem Lodewijk Harthoorn (23 februari 1907-13 november 1991), beiaardier
- Ad de Jager (1938-2021), politicus en onderwijsdeskundige
- Michiel Zonnevylle (9 juli 1950), politicus